# Шарко Богдан
Богдан Шарко (31 жовтня 1920, с. Вікторів Галицького району Івано-Франківської обл. — 11 вересня 2013, м. Мюнхен, Німеччина[джерело?]) — український співак, бандурист, музикознавець.

## Біографія
Богдан Шарко народився у музичній родині, батько гарно співав, а мати грала на фортепіано.
Протягом 1930—1934 вивчав фортепіано та спів у філії Станіславського Музичного інституту ім. М. Лисенка у викладача Стефанії Мішкевич-Крижанівської (фортепіано) та Івана Недільського (теорія музики). Згодом у музичному училищі професійно займається вокалом у педагога Івана Борусевича. В 1938 розпочав вивчати право у Львові, а з 1942 — лісівництва. У дивізії «Галичина», куди Б. Шарко вступив добровільно, створив у своїй сотні секстет, у якому він акомпанував (1944).
У липні 1945 потрапив у табір для переміщених осіб в Ауґсбургу (Баварія). Протягом 1946—1947 він займається в Мюнхені у класі камерної співачки з Лейпцигу Ельзи Цайдлєр, яка сформувала його як співака-баритона. У подальшому він вивчаючи правничо-економічні науки в Українському вільному університеті, одночасно удосконалює свою музичну майстерність у консерваторії Штрауса.
З 1951 він почав грати на бандурі, переймаючи досвід гри в колишнього члена капели бандуристів ім. Т. Шевченка Івана Рябчуненка. Він починає свої виступи як соліст-бандурист на діатонічній бандурі. З 1971 він використовує хроматичні інструменти: бандуру з перемикачами англійського майстра Василя Гляда та чернігівську хроматична бандура, яку отримав з України.
Він також співпрацює з різними періодичними виданнями, пишучи для них твори на музично-критичну тематику.

## Творча діяльність
Перші його виступи відбувалися у поселеннях українців Західної Німеччини. Б.Шарко своїми виступами активно пропагував бандуру як національний український інструмент у Німеччині, Австрії, Франції, Бельгії, Голландії, Люксембурзі, Великій Британії, Італії. На концертах Богдан Шарко підкреслював своє українське походження. Він отримував схвальні відгуки у пресі після виступів на концертах і фестивалях баварського радіо, фольклорному концерті у Страсбурзі, мистецьких акціях мюнхенського клубу «Катакомба».
Богдан Шарко на Міжнародному форумі музикантів у Шварцвальді в 1961 він отримує титул «Майстерзінгер» і почесну грамоту. Був відзначений на Міжнародному конкурсі «Швабінгервохе» і клубом патриціїв-традиціоналістів «Альтмонахія» у Мюнхені.
В репертуарі Богдана Шарка переважали історичні та лірико-драматичні пісні, релігійні канти. Він записав дві короткограючі платівки: «Пісні при бандурі» («Встає хмара з-за лиману», «Дума про Морозенка», «Повій, вітре, на Вкраїну», «Чорний кольор») та у супроводі органу «Українські релігійні пісні» («Кант про почаївську Божу матір», великодній ірмос «Плотію уснув», «Молитва» з опери С. Гулака-Артемовського «Запорожець за Дунаєм»). Також Богдан Шарко здійснив і записи на баварському радіо в Мюнхені та радіостанції Баня Лука в тодішній Югославії, його пісні з бандурою часто звучали в недільних концертах за замовленнями. Преса високо відзначала його вокальне виконання.
Б. Шарко допомагав молодим виконавцям, він проводив концерти в ансамблі ними як акомпаніатор на бандурі. Він матеріально допомагав відомому майстру бандур і досліднику-теоретику бандурного мистецтва Семена Ластовича-Чулівського, що мешкав у Мюнхені. Після його смерті Богдан Шарко був ініціатором похорону та збору коштів на організацію побудови постаменту на могилі митця.

## Музично-публіцистична діяльність
Б. Шарко як кореспондент друкується в періодичних видань «Шлях перемоги», «Християнський Голос», «Бандура», «Вісті», «Новий шлях», «Українське слово», «Америка», «Свобода». Його статті охоплювали всі типи критичних творів — художньо-публіцистичний, інформаційний, аналітичний. Він зображав таких видатних діячів національної культури, як Іванни Синенької-Іваницької, Ярослава Барнича, Аристида Вирста, Андрія Гнатишина, Остапа Бобикевича. Він висвітлює появу нових мистецьких видань. Вирізняється публікація «Галицькі священики-композитори і цитристи ХІХ сторіччя», яка за жанром належить до оглядів творчості видатних діячів краю.
Статті Б. Шарка написані добротною українською мовою, мають доступний виклад, тому ці публікації добре сприймаються і мають пізнавально-виховне значення.